# 接收机自主完整性监测
接收机自主完整性监测（英語：Receiver autonomous integrity monitoring，缩写RAIM）是一项评估GPS接收机系统中全球定位系统（GPS）信号完整性的技术。该技术对于生命攸關系統的GPS应用（如航空或航海導航）尤为重要。
GPS本身不包含任何有关其信号完整性的内部信息。如果GPS卫星广播稍微不正确的信息，导致导航信息不正确，接收机无法使用标准技术辨识该情况。RAIM采用冗余信号产生多个GPS定位并对其进行比较，根据统计方法确定故障是否与某个信号有关。如果有24个或以上的GPS信号可操作，则RAIM被认为可用。如果信号数量低于该数字，则必须使用经批准的地面预测软件检查RAIM可用性。
数个与GPS相关的系统也提供了独立于GPS的完整性信号。例如广域增强系统（WAAS）使用不同卫星广播的单独信号直接指出这些问题。